# Bøgvadit
Bøgvadit ist ein sehr selten vorkommendes Mineral aus der Mineralklasse der „Halogenide“. Es kristallisiert im orthorhombischen Kristallsystem mit der chemischen Zusammensetzung Ba2SrNa2[Al4F20] und gehört damit strukturell zu den gerüstbildenden Aluminofluoriden (Tekto-Aluminofluoride) mit Barium, Strontium und Natrium.
Bøgvadit ist farblos und durchsichtig und entwickelt meist blockige, parallel zur a-Achse gestreckte Kristalle bis etwa 0,15 Millimetern Größe. Die Kristallflächen sind oft gerundet und korrodiert.

## Etymologie und Geschichte
Erstmals entdeckt wurde Bøgvadit in der Kryolith-Lagerstätte bei Ivittuut im Südwesten Grönlands. Wissenschaftlich beschrieben wurde er 1988 durch Hans Pauly und Ole V. Petersen, die das Mineral nach dem früheren Chefgeologen der Bergbaugesellschaft Øresund A/S Richard Bøgvad (1897–1952) benannten.

## Klassifikation
Bereits in der mittlerweile veralteten, aber noch gebräuchlichen 8. Auflage der Mineralsystematik nach Strunz gehörte der Bøgvadit zur Mineralklasse der „Halogenide“ und dort zur Abteilung der „wasserfreien Doppelhalogenide“, wo er zusammen mit Calcjarlit, Colquiriit, Elpasolith, Jarlit, Jørgensenit, Kryolith, Kryolithionit und Simmonsit die „Kryolith-Elpasolith-Gruppe“ mit der System-Nr. III/B.03 bildete.
Die seit 2001 gültige und von der International Mineralogical Association (IMA) verwendete 9. Auflage der Strunz’schen Mineralsystematik ordnet den Bøgvadit ebenfalls in die Klasse der „Halogenide“, dort allerdings in die Abteilung der „Komplexen Halogenide“ ein. Diese ist zudem weiter unterteilt nach der Kristallstruktur, so dass das Mineral entsprechend seinem Aufbau in der Unterabteilung „Gerüst-Aluminofluoride (Tekto-Aluminofluoride)“ zu finden ist, wo es als einziges Mitglied die unbenannte Gruppe 3.CF.15 bildet.
Auch die vorwiegend im englischen Sprachraum gebräuchliche Systematik der Minerale nach Dana ordnet den Bøgvadit in die Klasse der „Halogenide“ und dort in die Abteilung „Komplexe Halogenide – Aluminiumfluoride“ ein. Hier ist er als einziges Mitglied in der unbenannten Gruppe 11.06.20 innerhalb der Unterabteilung „Komplexe Halogenide – Aluminiumfluoride mit verschiedenen Formeln“ zu finden.

## Kristallstruktur
Bøgvadit kristallisiert orthorhombisch in der Raumgruppe Pnmn (Raumgruppen-Nr. 58, Stellung 5) oder Raumgruppe Pn2n (Raumgruppen-Nr. 34, Stellung 3) mit den Gitterparametern a = 7,11 Å; b = 19,91 Å und c = 5,35 Å sowie 2 Formeleinheiten pro Elementarzelle.

## Bildung und Fundorte
Bøgvadit bildet sich in Kryolith-Lagerstätten. Als Begleitminerale treten unter anderem Baryt, Jarlit, Kaliumglimmer, Quarz und Hydrokenoralstonit (ehemals Ralstonit) auf.
Außer der Typlokalität Ivittuut in Grönland ist bisher (Stand: 2016) kein weiterer Fundort für Bøggildit bekannt.